# Ordre des avocats du Cameroun
L'ordre des avocats (ou barreau) du Cameroun est l'ensemble des avocats du tribunal au Cameroun.
L’ordre a à sa tête un bâtonnier.

## Histoire
Si la profession d'avocat existe avant l'année d'indépendance, l'organisation professionnelle de la profession date du 23 mai 1972.
Son siège social se trouve à Yaoundé.

### Mission et objectifs
Les conditions d'accès à la profession d'avocat changent avec la loi de 1990. Le décret du président de la république étant substitué par un stage et une prestation de serment.
L'ordre veille sur les intérêts de la profession.

## Bâtonniers
Le bâtonnier du barreau au Cameroun est un homme depuis sa création, même si Claire Atangana Bikouna a été bâtonnière par intérim durant un an et demi. Le bâtonnier actuel est Eric Mbah,.

### Liste
La liste des bâtonniers du barreau camerounais compte moins de 15 avocats. Ceci est dû à l'organisation récente de la profession,.

#### Sous le régime de Paul Biya
- 2022-	Mbah Eric Mbah
- 2020-2022 Claire Atangana Bikouna
- 2018-2020	Charles Tchakounté Patié
- 2015-2018	Jackson Ngnié Kamga
- 2012-2015	Francis Sama Asanga
- 2008-2012	Emmanuel Junior Eta Besong
- 2006-2008	Charles Tchoungang
- 2002-2006	Justin Ebanga Ewodo
- 1997-2002	Akere Muna
- 1994-1997	Luke K. Sendzé
- 1992-1994	Patrice Monthé
- 1986-1992	Bernard Muna
- 1982-1986	Black Yondo Mandengue

#### Sous le régime de Ahmadou Ahidjo
- 1982-1986	Black Yondo Mandengue
- 1974-1982	F.Y. Gorgi Ndinka

## Membres
- Miriam Weledji: première femme avocate inscrite au Barreau du Cameroun[11],[12]

## Évènements

### Manifestations des avocats anglophones
La manifestation des avocats anglophones en 2016 et 2017 contre la nomination de juges francophones dans un système judiciaire anglophone et l'une des causes de la crise anglophone au Cameroun,.

### Suspension du port de la robe par le corps des avocats
Des incidents incitent la bâtonnière par intérim, Me Atangana Bikouna Claire, à annoncer la suspension du port de la robe et des interventions d’avocats devant des tribunaux, du 30 novembre au 4 décembre 2020. Il s'agit notamment de l'intervention musclée des forces de l'ordre en salle d’audience du Tribunal de première instance de Douala – Bonanjo, de l'agression d'avocats en exercice et de la confiscation des notes de certains avocats.